# Luis Ernesto Vargas Silva
Luis Ernesto Vargas Silva (Cajamarca, 14 de mayo de 1954) es un abogado, político, diplomático y defensor de derechos humanos colombiano.

## Biografía
Nació en el municipio de Cajamarca (Tolima), hijo de Ernesto Vargas Velandia y María Oliva Silva de Vargas. 
Es abogado egresado de la Universidad Libre, con una especialización en Derecho de Familia y un doctorado en Derecho y Ciencias Sociales de la misma universidad. Así mismo, es doctor en Derecho Privado, Derecho de la Persona y de la Familia de la Universidad de Zaragoza en España.

## Carrera profesional
Inició su carrera como juez municipal de Suesca en 1977. Posteriormente, fue designado como juez municipal de Bogotá en 1978 donde sirvió en los juzgados de Paloquemao y comenzó a ganarse un respeto dentro de los despachos judiciales. Fue nombrado juez civil del distrito de Zipaquirá en 1982 y se desempeñó en el cargo hasta 1985 cuando fue designado como juez 22 civil del distrito de Bogotá en 1985. 
El 14 de agosto de 1990 fue designado como magistrado del Tribunal Superior de Bogotá, cargo que desempeñó hasta el 2008. 
Representó a Colombia en dos oportunidades en reuniones de la Conferencia Internacional del Trabajo, concretamente la 102.ª y la 105.ª.
Ha sido docente catedrático en varias universidades del país y conferencista en la Universidad Española de Educación a Distancia, y en varios países de Latinoamérica en los cuales ha sido invitado como vicepresidente de la Red Latinoamericana de Jueces (REDLAJ), la cual congrega a 19 magistrados de América Latina y como cofundador de la Escuela Judicial de América Latina (EJAL). También ha sido docente de la Universidad Nacional de Lomas de Zamora, la Universidad Libre y la Universidad Nacional de Colombia, así como miembro del centro de investigaciones de la Universidad Libre.

### Corte Constitucional
En 2008, fue ternado por la Corte Suprema para el cargo de magistrado de la Corte Constitucional y el 18 de noviembre de ese año fue elegido por el Senado de la República. En 2014 lo nombraron presidente del alto tribunal.
Como magistrado de la Corte Constitucional fue designado para presidir la Sala Especial de Seguimiento, la cual fue creada para la ejecución de la sentencia T-025, mediante la cual está Corporación dictaminó una serie de recursos inconstitucionales en referencia a las víctimas de desplazamiento forzado y de violencia sexual en el marco del Conflicto Armado.

### Vida posterior
En 2017, fue elegido comisionado de la Comisión Interamericana de Derechos Humanos, ocupando el cargo hasta 2019; dentro de esta función se desempeñó como relator para Derechos de Migrantes, Refugiados y Víctimas de Trata de Personas.
En julio de 2022, fue designado por el presidente electo Gustavo Petro, como embajador del país ante la OEA.
En julio de 2024, fue el encargado de abstener el voto de Colombia ante la Organización de Estados Americanos en la resolución sobre las votaciones en Venezuela. Como resultado, junto con la abstención de Brazil y la no presencia de México, la moción no fue aprobada. 

## Vida personal
Es padre de cuatro hijos: Tania Violeta, Viviana, Vanessa y David Ernesto.
Fue presidente de la Comisión Arbitral del Fútbol Profesional Colombiano.